# Terlton (Oklahoma)
Terlton es un pueblo ubicado en el condado de Pawnee en el estado estadounidense de Oklahoma. En el año 2010 tenía una población de 106 habitantes y una densidad poblacional de 176,67 personas por km².

## Geografía
Terlton se encuentra ubicado en las coordenadas 36°11′16″N 96°29′28″O / 36.187748, -96.491109.

## Demografía
Según la Oficina del Censo en 2000 los ingresos medios por hogar en la localidad eran de $22,917 y los ingresos medios por familia eran $30,536. Los hombres tenían unos ingresos medios de $31,458 frente a los $20,000 para las mujeres. La renta per cápita para la localidad era de $7,862. Alrededor del 15.1% de la población estaban por debajo del umbral de pobreza.